# Curta

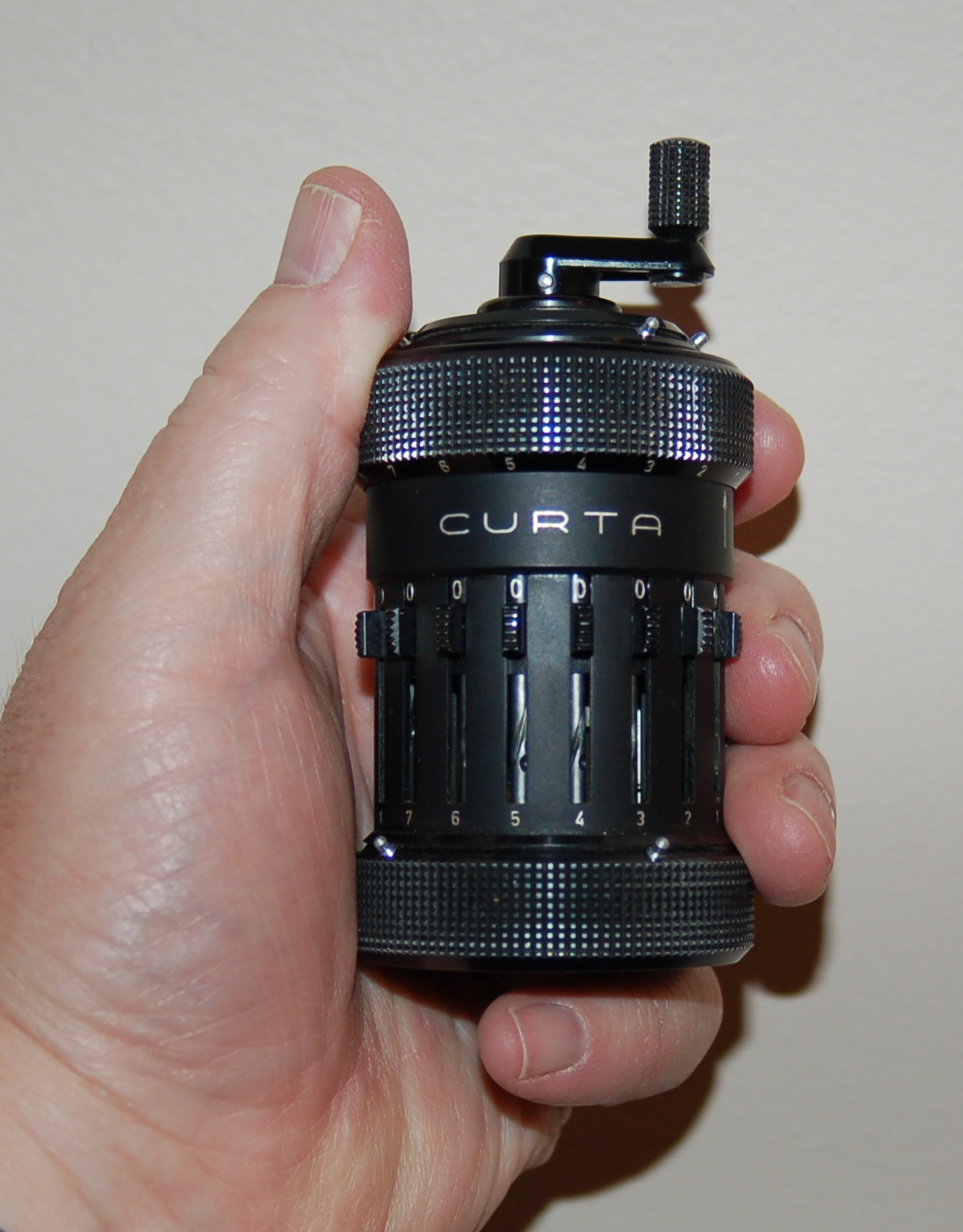
Calculadora mecânica Curta em posição de operação na mão esquerda

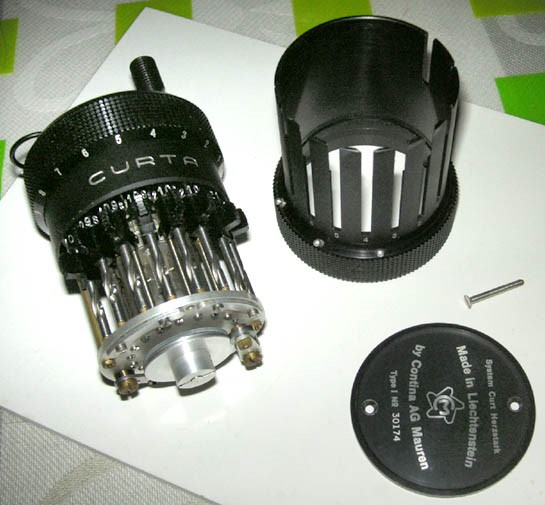
Calculadora Curta parcialmente desmontada, mostrando os deslizadores dos dígitos e o tambor de passo

Curta é uma calculadora mecânica inventada por Curt Herzstark em 1948 e produzida na cidade de Vaduz no Principado de Liechtenstein desde 1948.

## Descrição
O modelo I da Curta pesava apenas 230g (enquanto que o modelo seguinte, mais aperfeiçoado e poderoso ainda, atingia somente  360g)e tinha como capacidade operatória 8 x 16 x 11 (sobre 11 x 8 x 15 para o modelo II).
A Curta permitia a execução das quatro operações fundamentais: adição, subtração, multiplicação e divisão. Seu corpo cilíndrico mantinha-se na mão esquerda e comportava um inscritor formado de 8 cursores móveis de alto a baixo; um visor de pose horizontal o coroava. A parte superior canelada constituía o carro e girava concentricamente no corpo inferior ocupando 6 posições de cálculo; a face circular do carro comportava o contador de 6 trapeiras no fundo branco e o totalizador de 11 trapeiras no fundo negro.
Índices móveis serviam para fixar a vírgula nos 3 numeradores. O operador girava a manivela com a mão direita e após cada algarismo executado, deslocava com o polegar esquerdo o carro em uma posição decimal. Em vista da subtração ou divisão, a manivela levantava ligeiramente, mas conservava seu sentido de rotação.
A máquina era construída em metal inox, era silenciosa e quase perpétua. Com seu estojo protetor, podia ficar no bolso ou em uma mala; podia funcionar em toda parte. Apesar da colocação por cursores e a ausência de transferência, um operador treinado executava o produto simples, o quociente, a regra de três etc., em um tempo compreendido entre 10 e 17 segundos.
Por todas essas razões, a Curta conheceu um sucesso comercial considerável no mundo até o início dos anos 1970, quando foi suplantada definitivamente por minúsculos calculadores eletrônicos que foram chamados calculadoras.